# Præsidentvalget i USA 1980
Præsidentvalget i USA 1980 var det 49. præsidentvalg i USA's historie.
Valget fandt sted tirsdag den 4. november 1980. Den republikanske kandidat Ronald Reagan vandt en jordskredssejr over den siddende demokratiske præsident Jimmy Carter. Det var anden gang at en siddende præsident blev slået efter at Carter selv slog Gerald Ford ved valget 4 år tidligere.
Derudover var det den kun anden gang, og den første i næsten 100 år, at en republikansk kandidat slog en demokratisk siddende præsident.
 Der er for få eller ingen kildehenvisninger i denne artikel, hvilket er et problem. Du kan hjælpe ved at angive troværdige kilder til de påstande, som fremføres i artiklen.